# Luki Botha
Lukas Johannes Botha, detto Luki (Tswane, 16 gennaio 1930 – 1º ottobre 2006), è stato un pilota automobilistico sudafricano.
Partecipò al Gran Premio del Sud Africa 1967 al volante di una Brabham BT7 portando a termine la gara ma a 20 giri dal vincitore, non venendo classificato.

## Risultati in Formula 1
| 1967 | Scuderia       | Vettura     |    |  |  |  |  |  |  |  |  |  |  | Punti | Pos. |
| ---- | -------------- | ----------- | -- |  |  |  |  |  |  |  |  |  |  | ----- | ---- |
| 1967 | Pilota privato | Brabham BT7 | NC |  |  |  |  |  |  |  |  |  |  | 0     |      |

| Legenda | 1º posto     | 2º posto | 3º posto    | A punti         | Senza punti/Non class.  | Grassetto – Pole position Corsivo – Giro più veloce |
| Legenda | Squalificato | Ritirato | Non partito | Non qualificato | Solo prove/Terzo pilota | Grassetto – Pole position Corsivo – Giro più veloce |